# Determinismo biologico
Il determinismo biologico, chiamato anche determinismo genetico, è l'ipotesi secondo cui solo i fattori biologici, quindi i geni di un organismo, (e non ad esempio i fattori sociali o ambientali) determinano il modo in cui un organismo agisce o cambia nel tempo.

## Determinismo biologico applicato all'uomo
Il determinismo biologico si può anche applicare ad alcuni comportamenti umani, come l'avere un particolare gusto per la musica, commettere omicidi o scrivere poesie. 
Un determinista biologico guarda solo a fattori innati, come il corredo genetico, per decidere se una data persona può esibire tali comportamenti. Nel contempo vengono invece ritenuti ininfluenti i fattori non innati, come le abitudini sociali, l'educazione e l'ambiente fisico. Questa teoria può quindi dare una giustificazione "scientifica" a scelte politiche contro le spese sociali.
Il determinismo biologico è attualmente rifiutato dalla maggior parte dei biologi, non essendovi conferme nei campi della genetica e della biologia dello sviluppo. La genetica moderna è principalmente interessata allo studio del dialogo tra geni ed ambiente.

## Critiche al determinismo biologico
Recentemente, una critica si è sviluppata contro l'utilizzo del determinismo biologico o della biologia intesa come ideologia (definito col termine biologismo). Il più noto libro a tal riguardo è Biologia come ideologia. La dottrina del DNA (Biology as Ideology: The Doctrine of DNA), 1991 di Richard Lewontin. Lewontin afferma che mentre il tradizionale darwinismo ha dipinto l'organismo come un recipiente passivo nei confronti delle influenze ambientali, una corrente interpretazione enfatizza l'organismo come un attivo costruttore del suo proprio ambiente. Gli ambienti non sono vuoti ricettacoli pre-formati nei quali gli organismi sono inseriti, bensì sono definiti e creati dagli organismi stessi. La relazione organismo-ambiente è reciproca e dialettica.
Non è provato che il patrimonio genetico non sia modificabile durante la vita di una persona. Gli effetti cancerogeni di alcuni cibi geneticamente modificati sono riconducibili a una riorganizzazione genetica indotta dall'ingresso nelle cellule di geni estranei all'organismo.
Un secondo elemento di critica deriva dall'ipotesi che un legame lineare fra i geni e un carattere psicofisico sia una semplificazione, che la natura del DNA sia un sistema complesso e vi siano delle non-linearità da valutare. 
Il Progetto Genoma Umano si è concluso con la scoperta di 30000 geni a fronte di 100.000 proteine a noi note, smentendo l'esistenza di un legame deterministico 1 a 1 fra gene e proteina: ciò porta a due ipotesi: l'esistenza di tre stati per ogni gene, ovvero la possibilità che alcune proteine siano codificate dall'interazione di due o più geni, quindi l'esistenza di non-linearità.

## Natura versus Cultura
Francis Galton, che coniò nel 1883 il termine eugenetica, è anche l'autore della celebre espressione allitterativa Nature Versus Nurture.